# Monument à la Tertulia
Le Monument à la tertulia, surnommé  Cercle Littéraire au Café Moderne,  est un groupe statuaire créé par le sculpteur espagnol César Lombera, situé à Pontevedra (Espagne). Il se trouve Place Saint-Joseph devant le Café Moderno et l'édifice central de l'ancienne Caisse d'épargne provinciale de Pontevedra et a été inauguré le 13 janvier 2006. 

## Historique
Au cours des XIXe siècle et XXe siècle, Pontevedra a connu d'innombrables rendez-vous culturels, comme ceux qui se tenaient chez les Muruais (auxquelles assistait Valle-Inclán), dans les Cafés Carabela et Savoy ou encore ceux qui avaient lieu chez Concepción Arenal.
Dans les premières décennies du XXe siècle, Pontevedra était un haut lieu social et culturel et l'épicentre des intellectuels galiciens qui se retrouvaient dans des réunions politiques, littéraires et culturelles animées dans la ville. Le lieu de rencontre par excellence était le Café Moderno, situé au rez-de-chaussée du bâtiment art nouveau le plus important de la place Saint-Joseph. 
Ces rencontres et débats dans la ville portaient, entre autres, sur les contenus culturels et politiques de la revue Nós ou sur la politique galicienne et locale. C’est sur une table de marbre du disparu Café Méndez Núñez, situé sur la Place de la Peregrina, que Vicente Risco et Castelao ont conçu la revue Nós, qui serait publiée pendant un certain temps à l'imprimerie Poza de la rue Michelena.
Les réunions étaient animées et du temps leur était consacré. Les nombreux fonctionnaires qui y participaient partaient plus tôt du bureau et les poètes ou écrivains n'avaient pas d'emploi du temps contraignant. Tout le monde était intéressé par les commentaires sur l'actualité littéraire ou de petites réflexions politiques.
Les réunions (tertulias) du Café Moderno, qui ont eu lieu principalement dans les années 1920 et 1930, étaient à l’origine des rendez-vous littéraires qui sont devenus politiques.  Après février 1936, ces réunions étaient toujours multitudinaires parce que Castelao apportait des informations directes du Congrès et c'est dans le cadre de ce débat que le mouvement du Statut d'autonomie de la Galice s'est développé.
Outre sa fonction de point de rencontre de la vie des citoyens, d'espace d'échange d'opinions sur la narration, la poésie ou l'essai, ces rencontres de Pontevedra étaient de véritables centres de pouvoir car elles influençaient directement la vie politique.

## Description
Ces rencontres culturelles et politiques dans la ville se reflètent dans ce groupe statuaire qui recrée l'une des plus importantes réunions d'intellectuels galiciens de l'époque au Café Moderno, animée par le violoniste Manuel Quiroga avec son violon ; on y voit les écrivains et intellectuels Castelao (artiste et écrivain), Ramón Cabanillas, Carlos Casares, Valentín Paz Andrade (politicien et écrivain) et l'homme politique et intellectuel Alexandre Bóveda. 
Le groupe statuaire est placé sur une base circulaire en granit noir poli. Il est réalisé en bronze et montre les participants au rendez-vous culturel (tertulianos) assis sur des chaises autour de deux tables. Il pèse deux tonnes. Le bronze des figures a des patines qui lui donnent des finitions et des nuances différentes .
Autour des deux tables sont assis Alexandre Bóveda, Castelao, Valentín Paz Andrade et Ramón Cabanillas. Le plus jeune membre du groupe, Carlos Casares, s'appuie sur ces deux derniers, observant la scène, tandis que tous les participants à la réunion assistent à la prestation du violoniste de Pontevedra, Manuel Quiroga.
Les chaises vides à côté des protagonistes invitent les citoyens à s'asseoir et à prendre des photos, afin que la sculpture établisse un dialogue avec la ville.
À l'intérieur du Café Moderno, dans l'une de ses salles, se trouve un autre groupe statuaire du Monument à la Tertulia. Dans ce cas, la réplique du groupe statuaire est en bronze polychrome.

## Galerie d'images

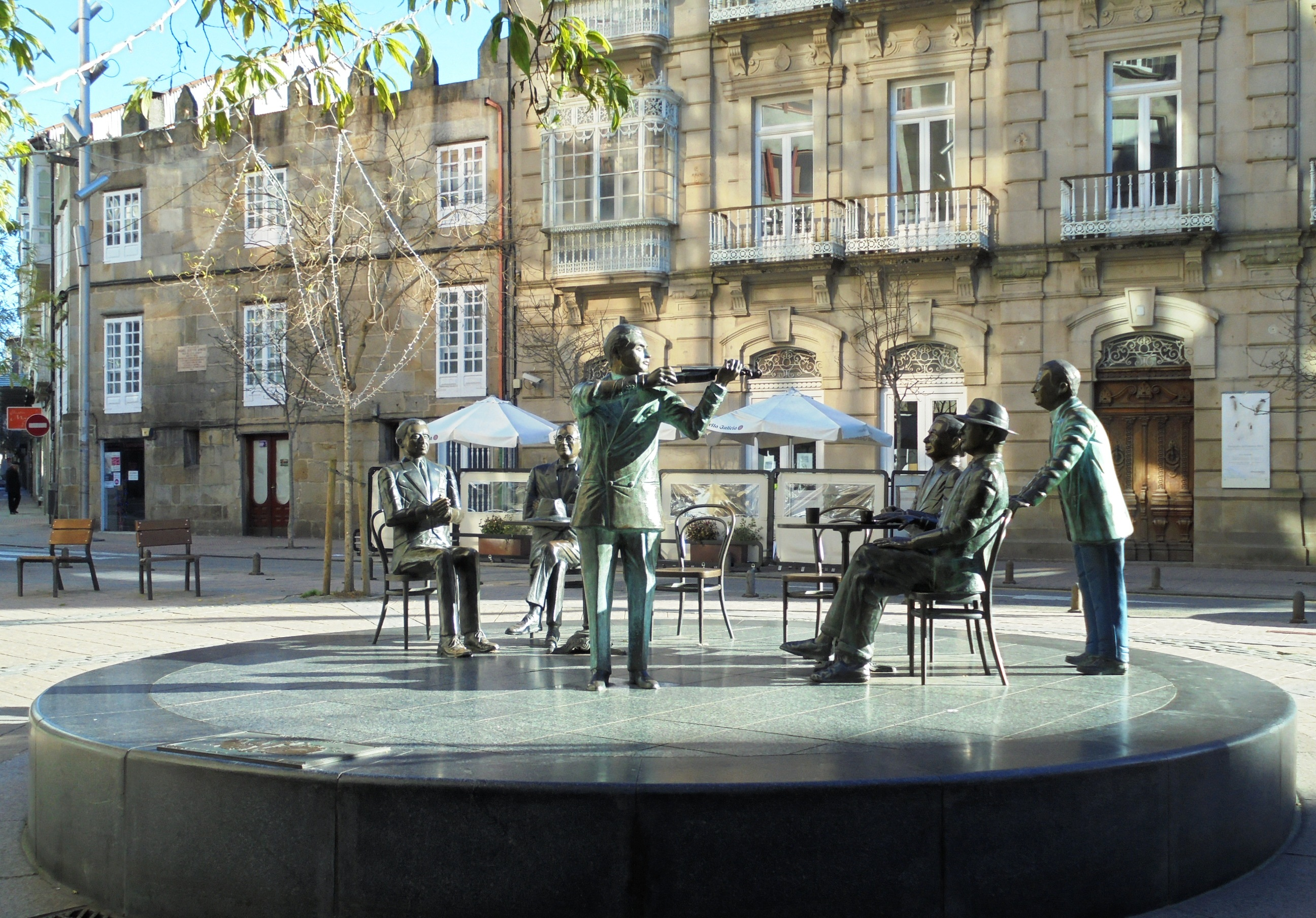
Groupe statuaire La Tertulia
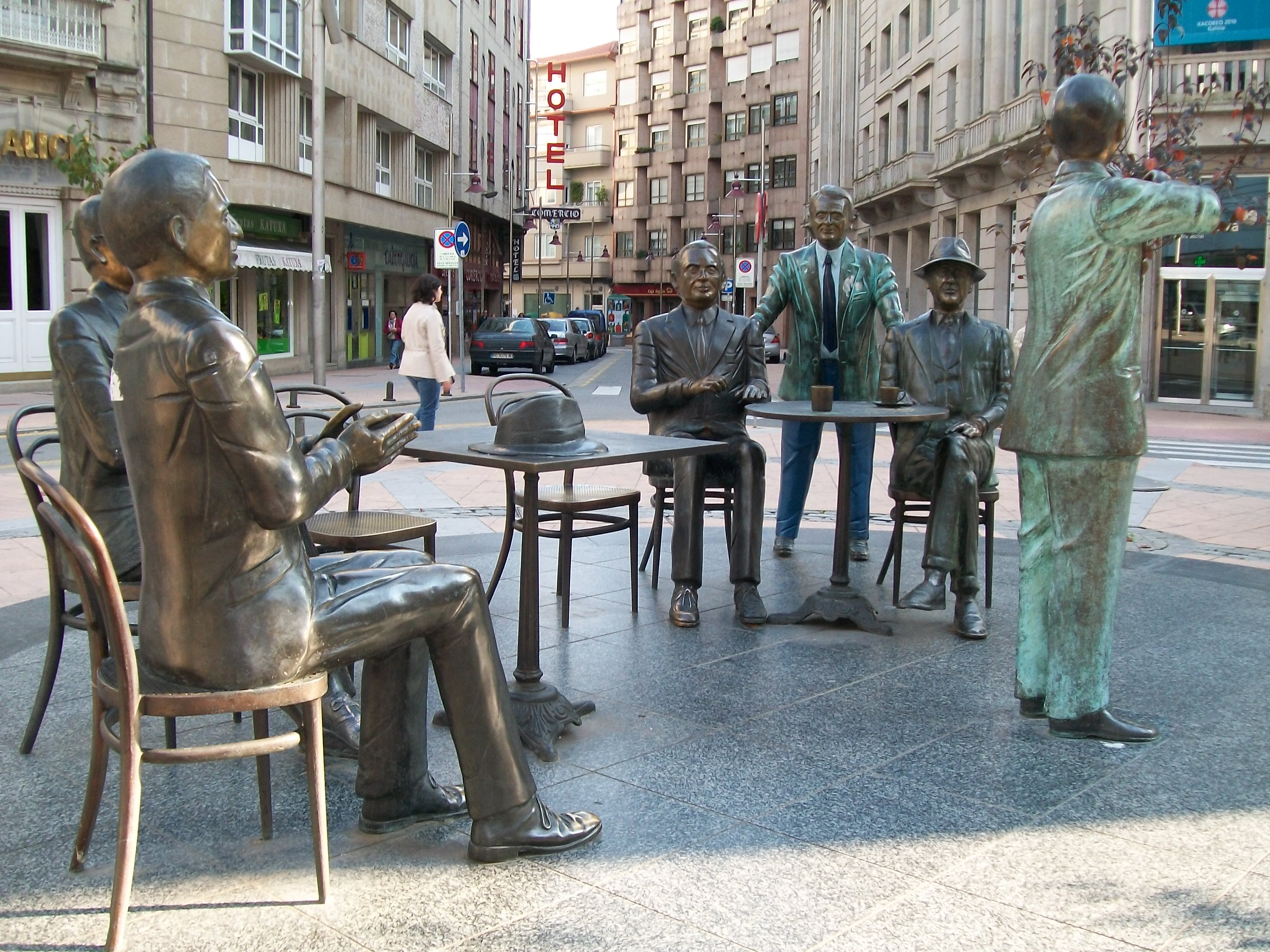
Groupe statuaire
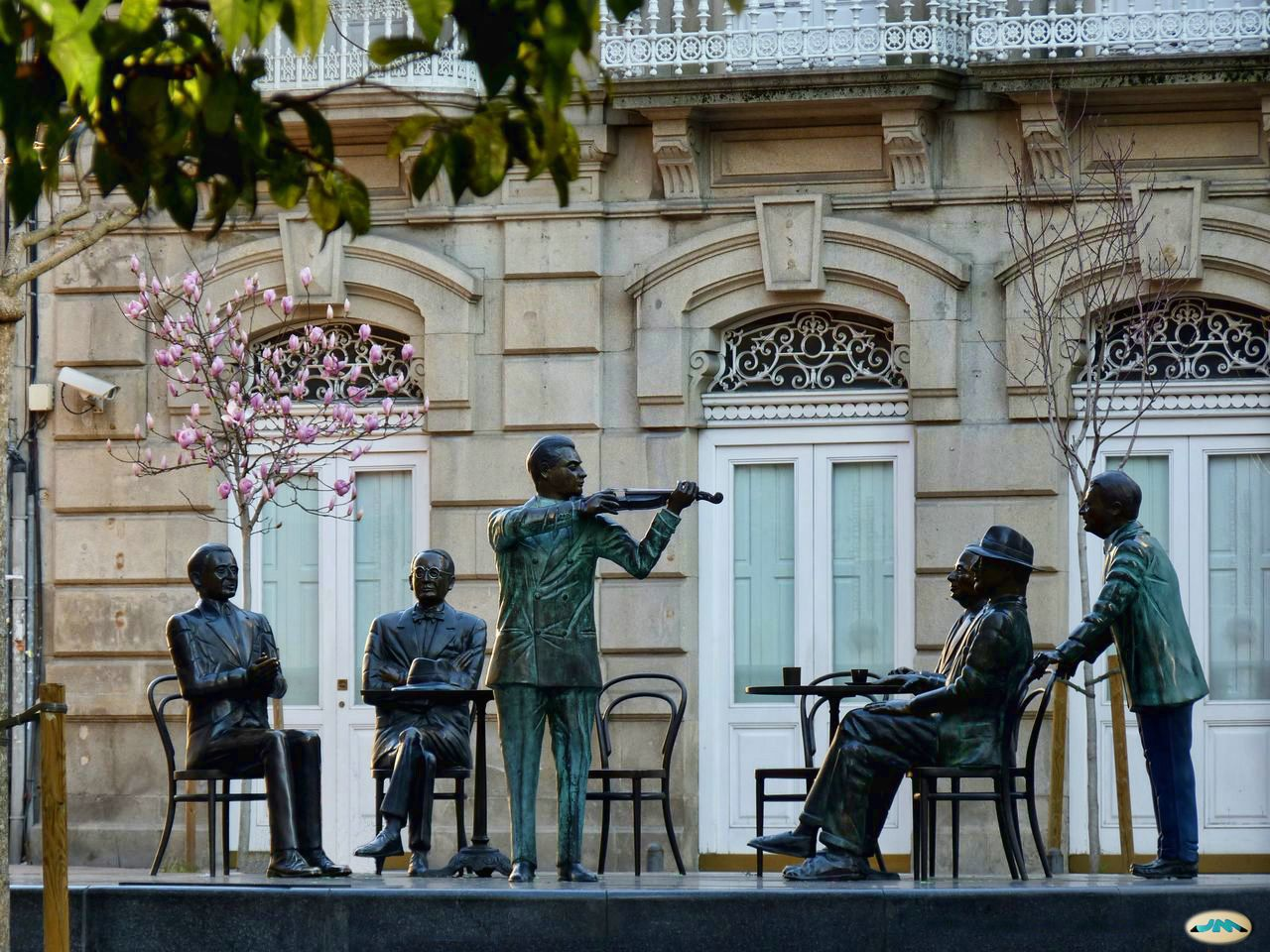
Participants à la rencontre culturelle
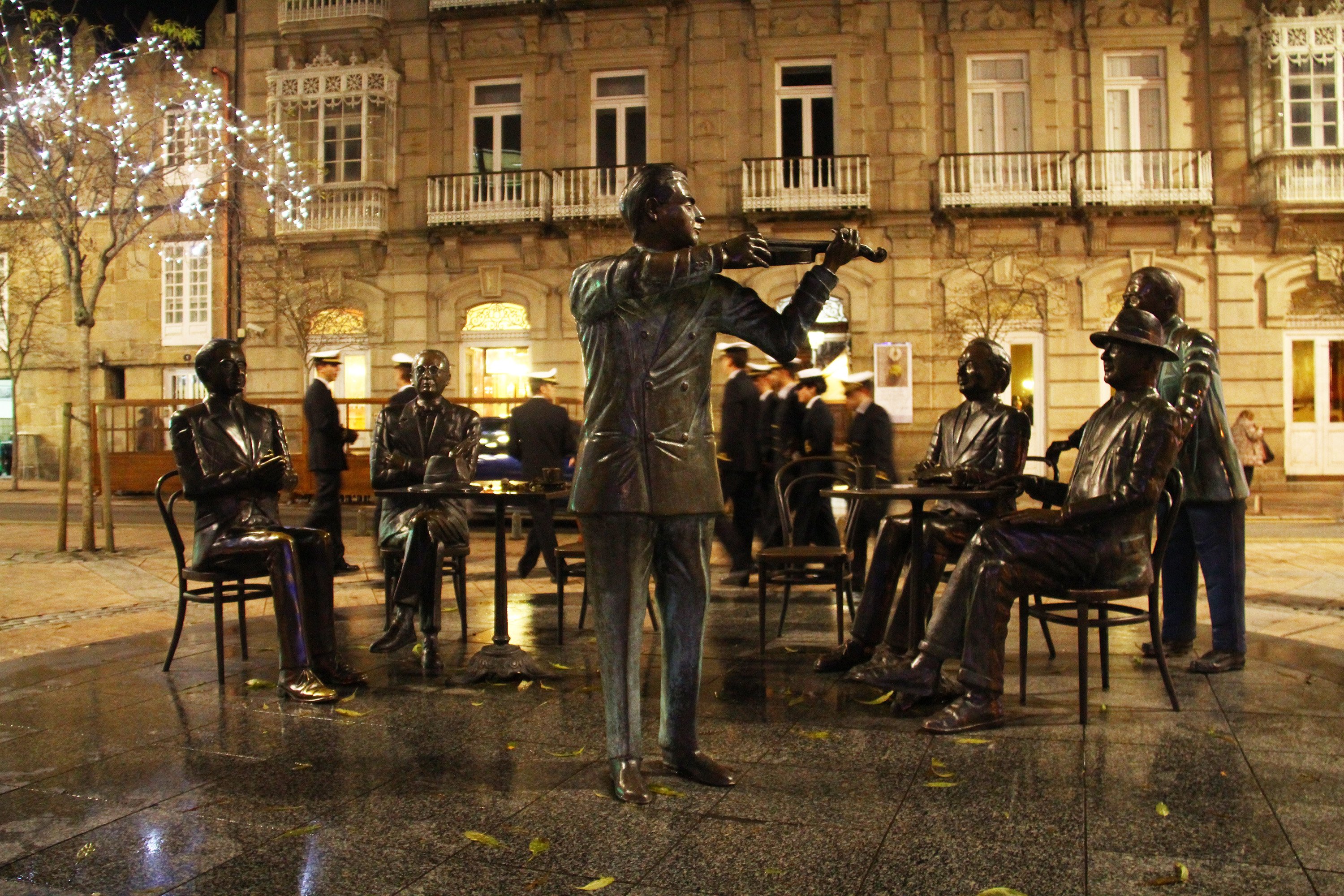
Le groupe statuaire le soir
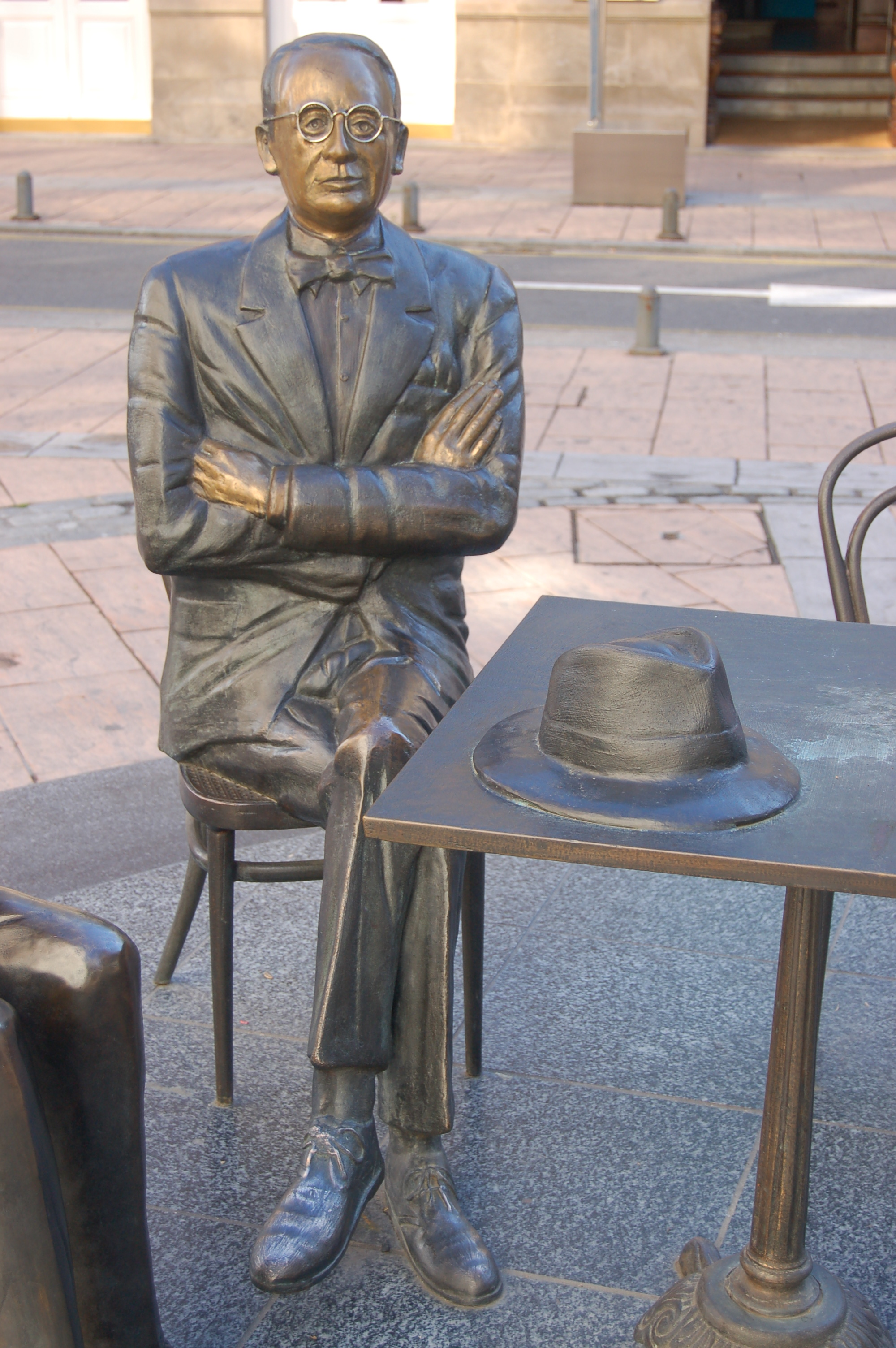
Castelao
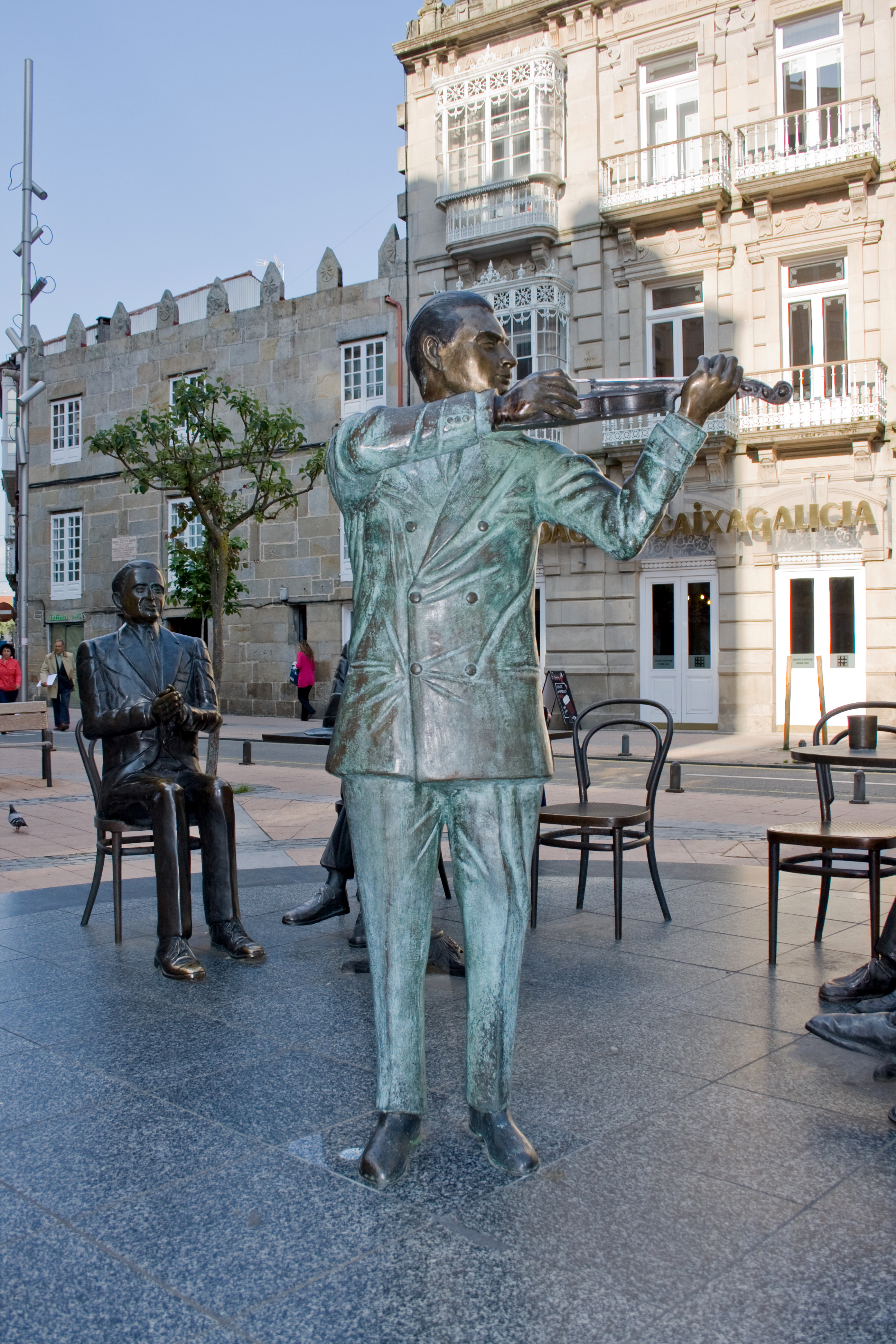
Manuel Quiroga
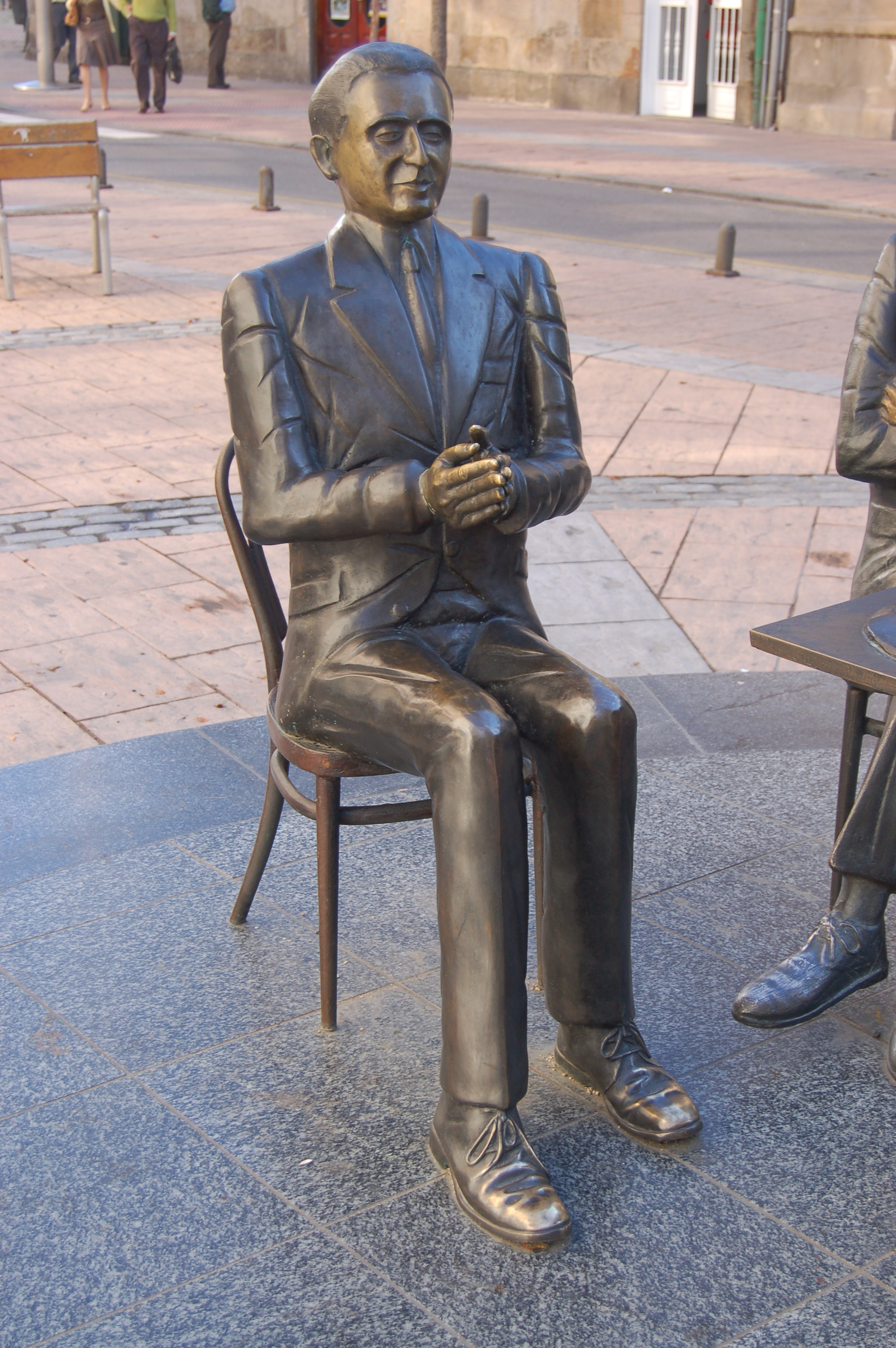
Alexandre Bóveda
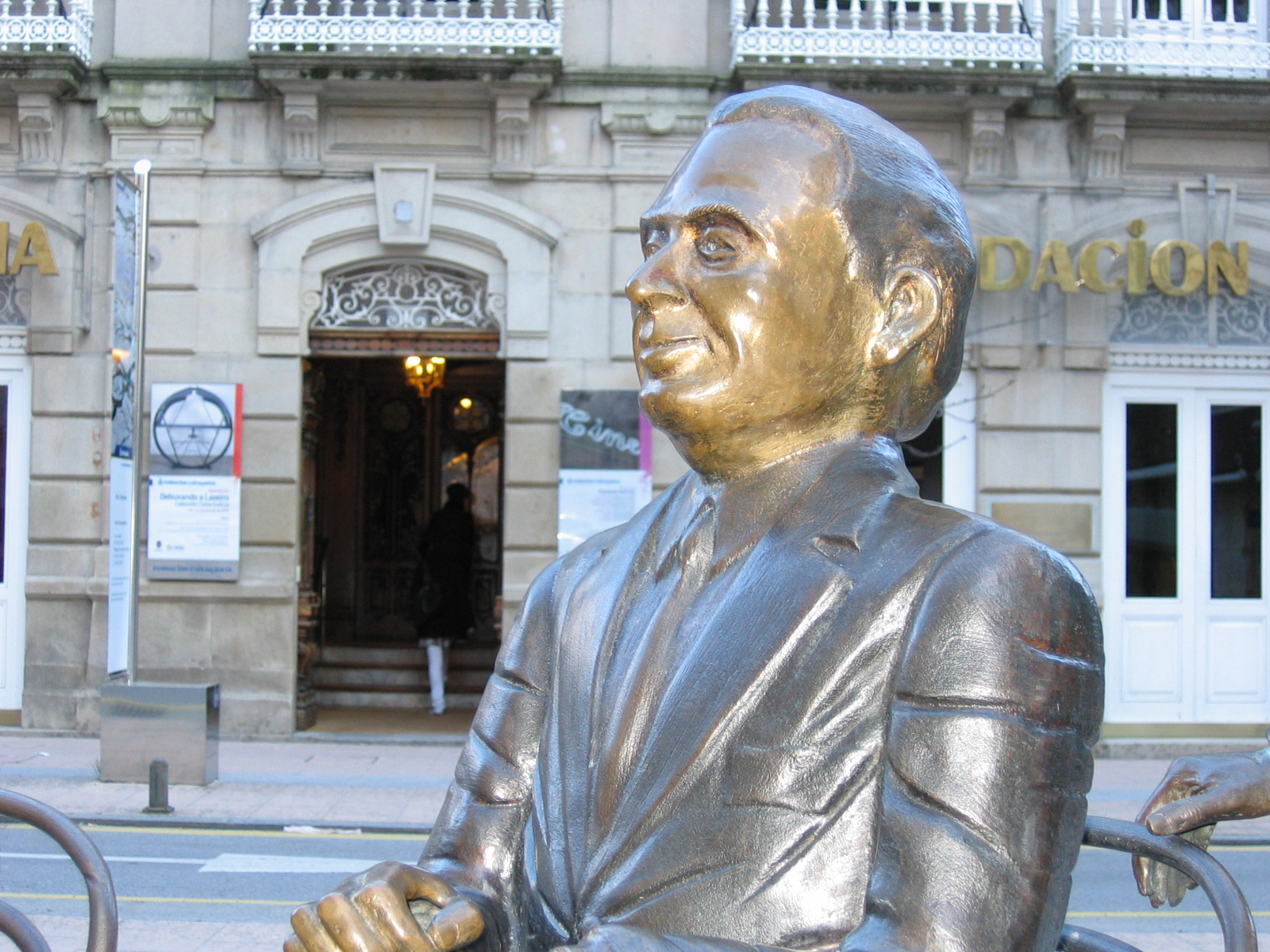
Valentín Paz Andrade
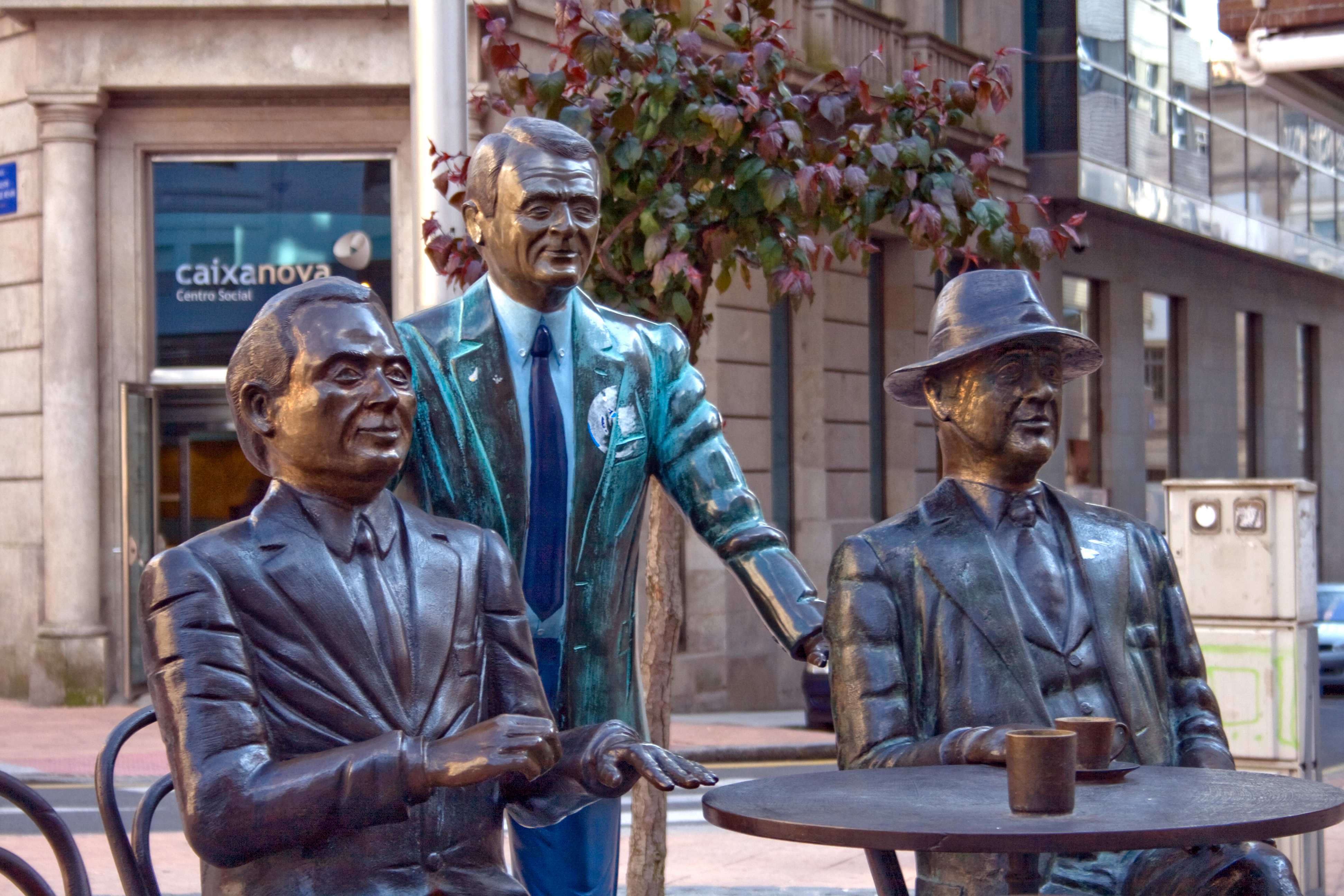
Ramón Cabanillas, Valentín Paz Andrade et Carlos Casares
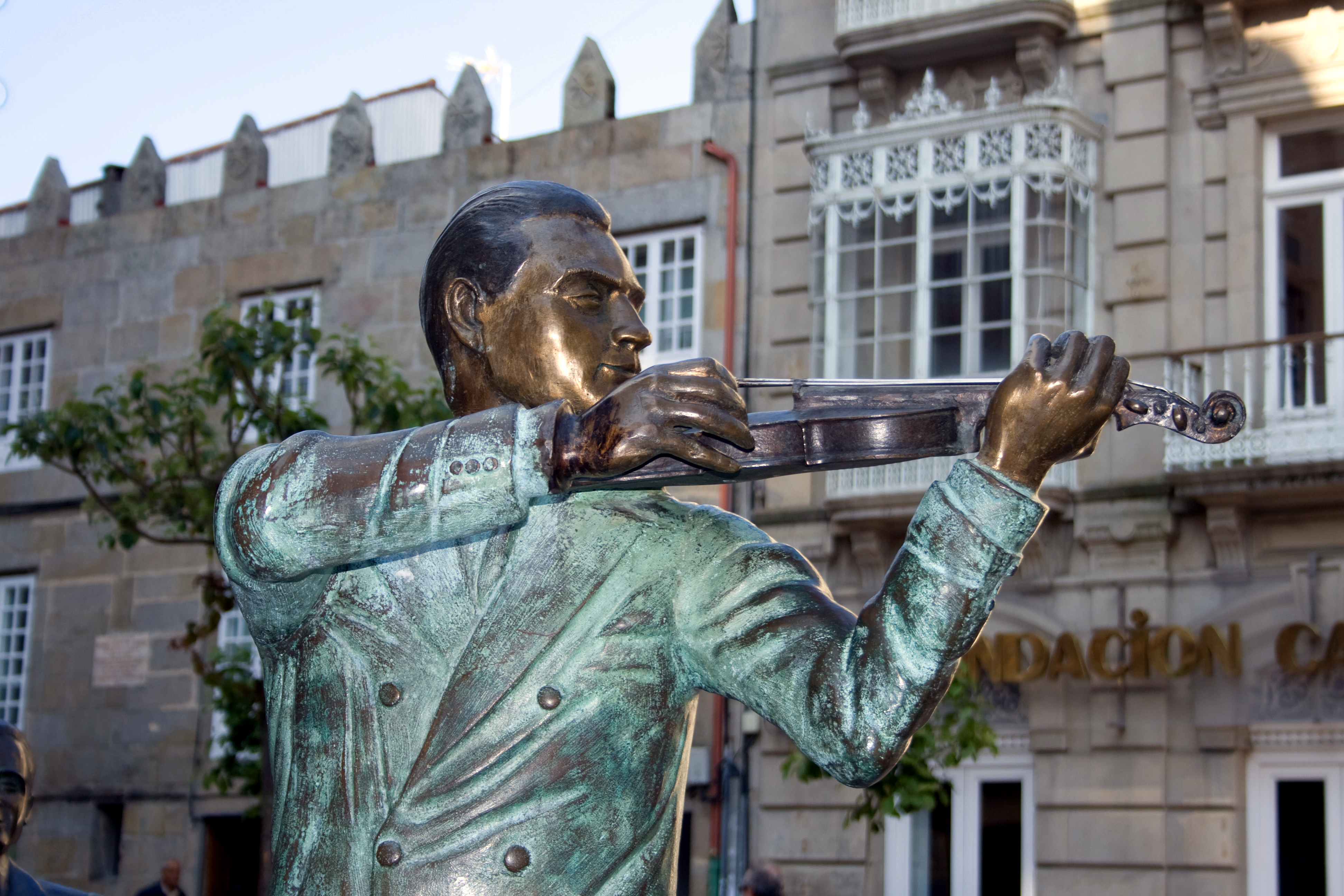
Manuel Quiroga jouant du violon
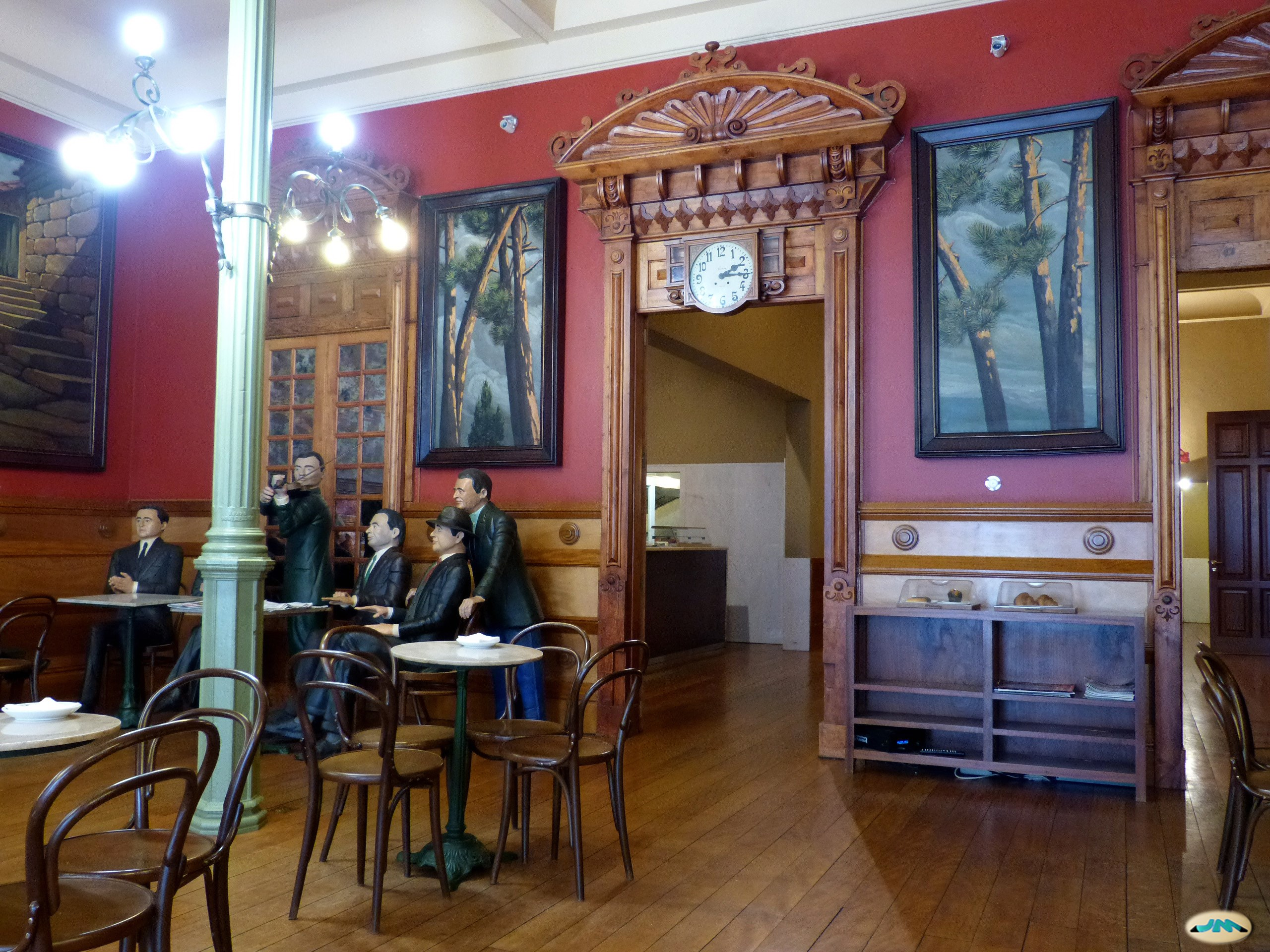
Groupe statuaire polychrome à l'intérieur du Café Moderno